# Cathleen Synge Morawetz
Pour les articles homonymes, voir Synge.
Cathleen Synge Morawetz, née le 5 mai 1923 à Toronto et morte le 8 août 2017 à Greenwich Village (New York), est une mathématicienne qui fit carrière au Canada et aux États-Unis. Au moment de son décès, elle était professeure émérite au Courant Institute of Mathematical Sciences, à New York.

## Biographie

### Enfance
Son père, John Lighton Synge, était un physicien irlandais spécialisé en relativité générale et sa mère a également étudié les mathématiques pendant un temps. Son oncle, Edward Hutchinson Synge (en), fut l'inventeur du microscope optique en champ proche. Son enfance fut partagée entre le Canada et l'Irlande. Ses deux parents soutinrent son intérêt pour les mathématiques et les sciences, et c'est une mathématicienne, Cecilia Krieger, amie de la famille depuis de nombreuses années, qui plus tard encouragera Cathleen Synge Morawetz à entreprendre un doctorat en mathématiques. Morawetz disait que son père avait eu une influence sur elle en stimulant son intérêt pour les mathématiques mais qu'il se demandait s'il était sage qu'elle fasse carrière dans le domaine (suggérant qu'ils pourraient entrer en conflit comme les frères Bernoulli).

### Formation
Diplômée de l'université de Toronto en 1945, Cathleen Synge Morawetz compléta un MSc en 1946 au Massachusetts Institute of Technology. Elle travailla ensuite à l'université de New York, où elle s'occupa de l'édition de Supersonic Flow and Shock Waves de Richard Courant et Kurt Friedrichs. Elle obtint son doctorat en 1951 à l'université de New York, avec une thèse sur la stabilité d'une implosion sphérique intitulée Contracting Spherical Shocks Treated by a Perturbation Method; son directeur de thèse était Kurt Friedrichs,.
Elle obtint la nationalité américaine en 1951.

### Carrière
Après l'obtention de son doctorat, Morawetz fut chercheuse associée au MIT pendant un an avant de retourner travailler au Courant Institute of Mathematical Sciences de l'Université de New York pendant cinq ans. Durant cette période, elle n'eut aucune charge d'enseignement et put se consacrer entièrement à la recherche. Elle publia des travaux sur divers thèmes en mathématiques appliquées, dont la viscosité, les fluides compressibles et les flux transsoniques. Se tournant ensuite vers les mathématiques des flux transsoniques, elle montra que des profils d'aile spécialement dessinés sans choc développent des chocs s'ils sont perturbés, ne serait-ce que légèrement. Cette découverte posa le problème de développer une théorie pour un flux avec chocs. Subséquemment, les chocs qu'elle prédit mathématiquement furent observés expérimentalement comme des flux d'air autour des ailes d'un avion.
En 1957, elle devint professeur adjoint à l'Institut Courant. Là, elle commença à travailler de façon plus étroite avec ses collègues en publiant d'importants articles conjoints avec Peter Lax et Ralph S. Phillips sur la décomposition des solutions de l'équation d'onde autour d'un obstacle en forme d'étoile. Elle réalisa ensuite d'importants travaux en solo sur l'équation d'onde et le flux transsonique autour d'un profil jusqu'à ce qu'elle soit promue professeure titulaire en 1965. Ses recherches s'étendirent alors à un éventail plus large de problèmes, avec des articles sur l'équation d'Euler–Tricomi (en), l'équation d'onde non-relativiste avec des questions de décomposition et de dispersion. Son premier doctorant, Lesley Sibner, fut diplômé en 1964. Dans les années 1970, elle travailla sur des questions de théorie de la dispersion (en) et l'équation d'onde non-linéaire.
À sa retraite, elle fut nommée professeure émérite à l'Institut Courant, qu'elle avait dirigé de 1984 à 1988. Elle fut la première femme à diriger un institut de mathématiques aux États-Unis.

### Mort
Cathleen Synge Morawetz est décédée à Greenwich Village le 8 août 2017 ; elle avait 94 ans.

## Travaux
Cathleen Synge Morawetz fut une pionnière de l'application de l'analyse fonctionnelle dans l'analyse des équations aux dérivées partielles, en particulier de celles qui sont dérivées de chocs.

## Prix et distinctions
En 1980, Cathleen Synge Morawetz fut lauréate du Prix Lester Randolph Ford. En 1981, elle devint la première femme à prononcer la conférence Gibbs de l'American Mathematical Society, et en 1982 elle fut conférencière invitée à la Society for Industrial and Applied Mathematics. En 1962, elle fut conférencière invitée au congrès international des mathématiciens, à Stockholm; son exposé s'intitulait Approach to steady state for the wave equation.
Elle fut un temps présidente de l'American Mathematical Society et directrice du Courant Institute. Elle fut aussi conférencière Noether en 1983 et 1998. En 1984, elle reçut le prix Jeffery-Williams, en 1998 la National Medal of Science (qu'elle fut la première femme à recevoir pour des travaux en mathématiques), en 2004 le prix Leroy P. Steele pour l'ensemble de sa carrière et en 2006 le prix George David Birkhoff.
Elle fut docteure honoris causa de l'université de l'Est du Michigan en 1980, de l'université Brown et du Smith College en 1982, et de l'université de Princeton en 1990. Elle fut nommée « Outstanding Woman Scientist » en 1993 par l'Association for Women in Science.
Cathleen Synge Morawetz fut élue membre de la National Academy of Sciences (1990), où elle fut la première femme membre de la Section Mathématiques appliquées. Elle fut également membre de l'Académie américaine des arts et des sciences (1984), de l'American Philosophical Society, ainsi que de la Société Royale du Canada (1996). En 2012, elle devint fellow de l'American Mathematical Society.

## Publications
- (en) Problems, Including Mathematical Problems, from My Early Years, in Betty Case, Anne Leggett (Hrsg.) « Complexities: Women in Mathematics », Princeton University Press, 2005, p. 267-272.
- (en) Geometrical optics and singing of the whales, American Mathematical Monthly, août 1978
- (en) Nonlinear conservation equations, American Mathematical Monthly, avril 1979
- (en) Giants, American Mathematical Monthly, novembre 1992
- (en) Morawetz, Mathematics to the Rescue, Notices AMS 1999, [PDF]
- (en) Variations on conservation laws of the wave equation, Bulletin American Mathematical Society 2000, p. 141
- (en) Energy flow: wave motion and geometrical optics, Bulletin AMS 1970
- (en) The mathematical approach to the sonic barrier, Bulletin American Mathematical Society, mars 1982, p. 127- 145
- (en) Mathematics to the rescue, Notices AMS, janvier 1999